# 牛頓鎮區 (堪薩斯州哈維縣)
牛頓鎮區（英語：Newton Township）為美國堪薩斯州哈維縣轄下的鎮區。2010年美国人口普查中此鎮區人口有2,130人。

## 地理
牛頓鎮區涵蓋總面積為64.9平方（25.05平方英里），其中陸地面積為64.8平方（25.03平方英里），水域面積為0.052平方（0.02平方英里）或0.08%。海拔高度447（1,467英尺）。

## 人口統計
根據2010年美國人口普查，牛頓鎮區人口有2,130人，其中男性有1,000人，女性有1,130人，人口密度為每平方公里32.85人，住房計894戶。鎮區內的白人有2,022人，非裔美國人有25人，美洲原住民有11人，亞裔美國人有21人，太平洋島裔美國人有0人，其他種族有21人，混血種族則有30人。此外鎮區內有95人為西班牙裔或拉丁裔美國人。此鎮區之年齡中位數為47.9歲，而男性年齡中位數為43.3歲，女性年齡中位數為52.5歲。

## 交通

### 主要公路
- 135號州際公路
- 50號美國國道
- 81號美國國道
- 15號堪薩斯州州道